# Leucauge tuberculata
Leucauge tuberculata là một loài nhện trong họ Tetragnathidae.
Loài này thuộc chi Leucauge. Leucauge tuberculata được miêu tả năm 1991 bởi Wang.